# Maude Nugent

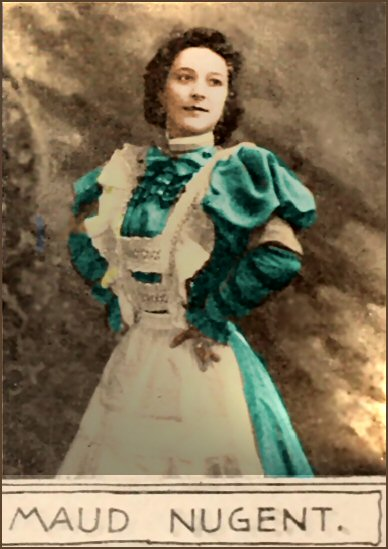
Maud(e) Nugent (um 1897)

Maude Nugent (* 12. Januar 1873 oder 1874 in Brooklyn, New York City, USA; † 3. Juni 1958 in New York City) war eine US-amerikanische Varieté-Sängerin und Songwriterin.

## Biografie
Maude Nugent wurde in Brooklyn, New York, geboren; zu ihrem Geburtsdatum gibt es unterschiedliche Angaben. Sie wurde Varieté-Sängerin, die auch eigene Songs schrieb.
1896 komponierte und textete sie den Song Sweet Rosie O’Grady, der zu einem der beliebtesten Walzerstandards der Zeit wurde. Das Lied wurde zunächst abgelehnt, als sie versuchte, es an den Tin-Pan-Alley-Verleger Joseph W. Stern & Co. zu verkaufen. Sterns Partner Edward Marks erzählte, dass sie ihre Meinung geändert hätten, als Nugent ihr Büro verließ, um es anderswo zu vermarkten, und er lief ihr auf der Straße nach, um ein Angebot zu machen. Die Noten für das Lied wurden ein Verkauftshit. 1899 wurde es von Lil Hawthorne für die Berliner Gramophone aufgenommen.
Nugent komponierte noch mehrere Jahre lang Lieder, doch keines erreichte auch nur annähernd den Erfolg von Rosie O’Grady. Nugent sang ihre eigenen Lieder und stellte so viele davon dem Publikum vor. Gelegentlich arbeitete sie mit ihrem Ehemann zusammen, dem Songwriterkollegen William Jerome.
Mit 28 Jahren zog sich Nugent von der Bühne zurück, um eine Familie zu gründen; sie schrieb jedoch weiterhin Musik. In den 1940er und 1950er Jahren kamen „Gay Nineties“-Revuen in Mode und Nugent begann wieder im Fernsehen aufzutreten.
Maude Nugent starb am 3. Juni 1958 in New York.